# Science
Science (englisch für Natur-, Sozial- und Formalwissenschaft) ist die Fachzeitschrift der American Association for the Advancement of Science (AAAS, englisch für Amerikanische Gesellschaft zur Förderung der Naturwissenschaften) und gilt neben Nature als die weltweit wichtigste ihrer Art. Die wöchentlich veröffentlichte Zeitschrift arbeitet nach dem Prinzip des Peer-Review und hat ungefähr 130.000 Abonnenten. Da zum einen unter diesen viele Institutionen wie Universitäten sind und die Zeitschrift andererseits über eine Online-Ausgabe verfügt, wird die tatsächliche Zahl der Leser auf etwa 1 Million geschätzt.

## Profil
Der Schwerpunkt des Magazins liegt auf der Veröffentlichung von wichtigen wissenschaftlichen Erkenntnissen auf Grundlage aktueller Studien. Es finden sich jedoch in jeder Ausgabe auch Neuigkeiten und Meinungen zu wissenschaftlichen Themen. Während sich die meisten Wissenschaftsmagazine auf ein Fachgebiet konzentrieren, hat Science den Anspruch, genauso wie ihr stärkster Konkurrent Nature, den gesamten Bereich der Naturwissenschaften abzubilden. Der Schwerpunkt liegt bei Science jedoch auf den Lebenswissenschaften, besonders auf den neusten Entwicklungen der Forschung zur Genetik und der Biotechnologie.
Zwar wird Science von der American Association for the Advancement of Science herausgegeben, jedoch ist zur Publikation eine Mitgliedschaft nicht zwingend erforderlich. Weniger als zehn Prozent der eingesandten Artikel gelangen zur Veröffentlichung. Sie alle werden vorher begutachtet (Peer-Review).
Die Redaktion hat ihren Sitz in Washington, D.C. (USA) und unterhält ein Büro in Cambridge (Vereinigtes Königreich).

## Geschichte

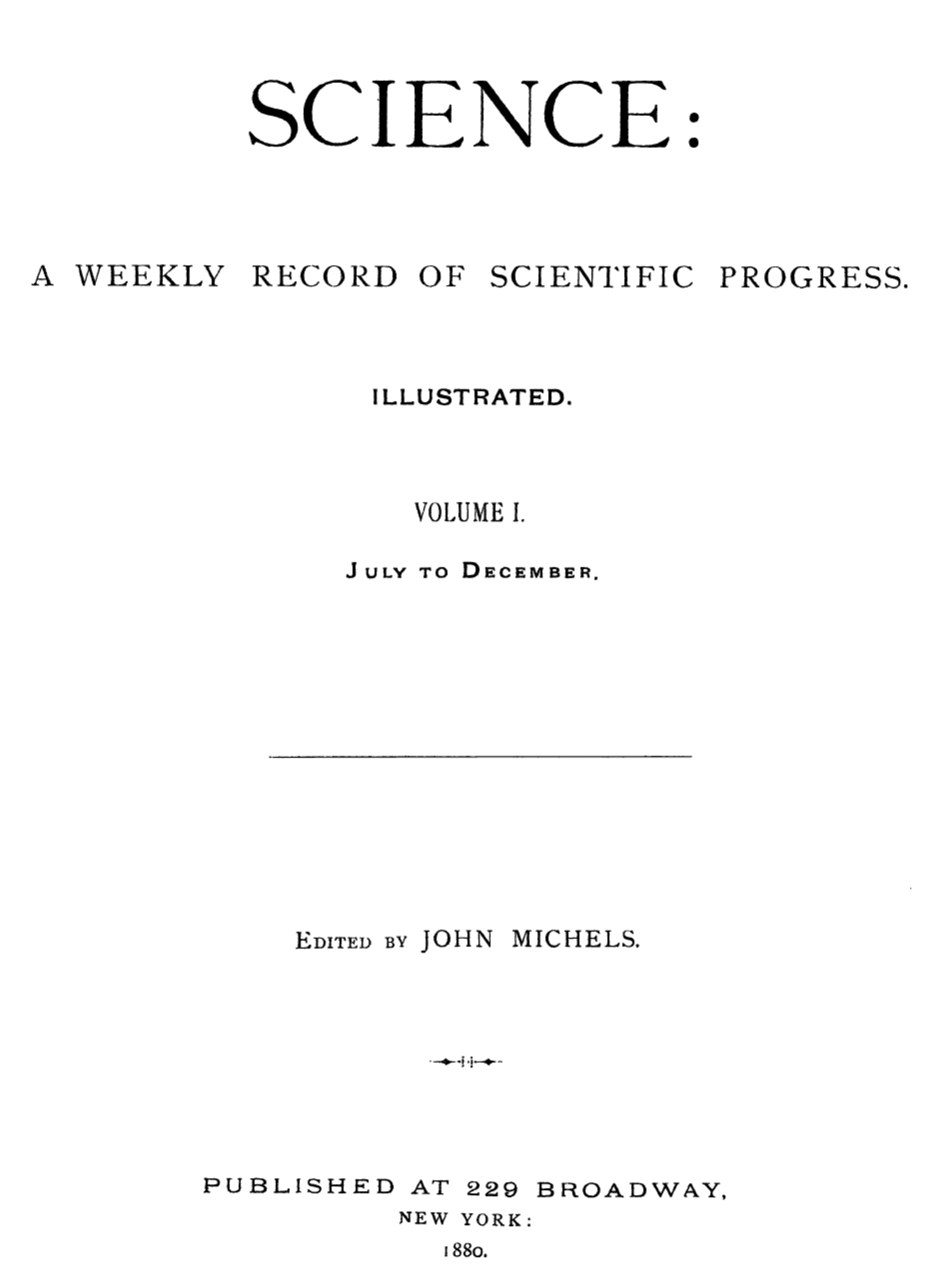
Band 1: Wochenausgaben Juni–Dezember 1880 (old series)

Science wurde ursprünglich 1880 von dem Journalisten John Michels gegründet. Zwar wurde es finanziell von Thomas Alva Edison und später auch von Alexander Graham Bell unterstützt, aber aufgrund mangelnder Absatzzahlen schon 1882 wieder eingestellt.
1883 erstand der Entomologe Samuel Scudder das Magazin und berichtete erfolgreich über Treffen von bekannten amerikanischen Wissenschaftsgesellschaften, unter anderem auch der AAAS. Jedoch geriet auch er 1894 in finanzielle Probleme und das Blatt wurde für 500 US-Dollar an den Psychologen James McKeen Cattell verkauft.
Cattell konnte 1900 durch ein Abkommen mit dem Sekretär der AAAS, Leland Howard, Science zur offiziellen Mitteilungszeitung dieser Vereinigung machen. Zeitgleich erwarb er die Druckerei „The Science Press“ in New York, ab Januar 1908 übernahm sie die Verlegung der Wissenschaftszeitung Science.
Zu Beginn des 20. Jahrhunderts wurden in dem Magazin bedeutende Erkenntnisse aus allen Forschungsgebieten der Naturwissenschaften veröffentlicht, zum Beispiel Artikel über die Genetik der Fruchtfliege von Thomas Hunt Morgan, Arbeiten zur Gravitation von Albert Einstein und Berichte über die Erforschung von Spiralnebeln durch Edwin Hubble.
Nach dem Tod Cattells 1944 wurde Science Eigentum der AAAS, in den folgenden Jahren fehlte jedoch eine beständige Redaktion bis Graham DuShane 1956 neuer Chefredakteur wurde. 1962 übernahm der Physiker Philip Hauge Abelson, der Mitentdecker des Neptuniums, diese Stelle und übte sie bis 1984 aus. Unter Abelson wurde die Effizienz des Peer-Reviews verbessert und die Publikationsmethoden wurden auf den neuesten Stand gebracht. Als wichtigste Veröffentlichungen dieser Zeit gelten Berichte zum Apollo-Programm und erste Studien zur Immunschwächekrankheit AIDS.
1985 übernahm der Biochemiker Daniel E. Koshland den Redaktionsvorsitz und gab ihn 1995 an den Neurologen Floyd Bloom ab. Dieser gab ihn wiederum im Jahr 2000 an den Biologen Donald Kennedy ab.
Von 1895 bis 1946 trug der Titel den Zusatz N.S. (new series). Zeitweise erschien Science auch unter dem Titel Science magazine. Zur Zeitschrift wurden zahlreiche Beilagen unterschiedlicher Art herausgegeben.
„The Scientific Monthly“ wurde Ende 1957 eingestellt und die Redaktion von Science übernommen.
2007 wurde die Zeitschrift gemeinsam mit Nature mit dem Prinz-von-Asturien-Preis ausgezeichnet.
Seit 1996 kürt die Zeitschrift unter dem Titel Breakthrough of the Year den Durchbruch des Jahres.

## Science-Online
Seit 1990 gibt es eine Online-Ausgabe von Science. Die einzelnen Ausgaben von Science werden außerdem dort seit Mitte 1996 online archiviert, sind aber nicht in vollem Umfang frei zugänglich. Grundsätzlich erhalten nur Mitglieder der AAAS Zugriff auf das komplette Archiv; normale Besucher können auf der Homepage nur das Inhaltsverzeichnis der jeweils aktuellen und der vergangenen Ausgaben einsehen. Es werden jedoch auch einige komplette Artikel veröffentlicht.
Wenn der Zugriff von der IP-Adresse eines registrierten Instituts erfolgt, werden alle Artikel freigeschaltet. Auch werden Beiträge, die älter als 5 bis 6 Jahre sind, über JSTOR und Artikel, die älter als 12 Monate sind, über ProQuest bereitgestellt.

## Impact Faktor
Der Impact Factor lag im Jahr 2019 bei 41,845, der fünfjährige Impact Factor bei 44,372. Nach der Statistik des ISI Web of Knowledge wurde das Journal mit diesem Impact Factor in der Kategorie multidisziplinäre Wissenschaften nach Nature an zweiter Stelle von 63 Zeitschriften geführt.